# Tipografikus zenei videó
A tipografikus zenei videó olyan YouTube-on, vagy máshol megtalálható videó, amiben egy filmnek/hangnak/zenének szövegét kiírják animálva a képernyőre, amelynek betűtípusa, kiírási stílusa, valamint a háttérképe hasonlít a hangnak/zenének tartalmára.

## Használható programok
A tipográfiai videóhoz általában Adobe After Effects-et használnak, ezenkívül Adobe Premiere-t, Final Cut Studio-t, és egyéb keyframe assistance-szel ellátott videókészítő programokat. Ezek alapján a MS Windows Movie Maker és a Pinnacle VideoSpin nem használható erre a célra.

## Készítés menete
Az alábbi leírás Adobe After Effects-hez készült:
A wav vagy mp3 formátumú hangot/zenét After Effects-ben beimportálják a File>Import>Import fájl lehetőséggel. A hangot egy előre létrehozott Composition-höz hozzáadják, majd kétszer lenyomva az L billentyűt előjön a Waveform, amihez igazodva begépelik a szöveget, majd a keyframe-ekkel animálják.

## Külső hivatkozások
- Jonathan Coulton - Still Alive
- Randy Newman - It's a jungle out there
- Mr. Monk typography
- Ron Paul - What if - politikai beszéd tipografikus videója